# ロバート・L・フォワード
ロバート・ラル・フォワード（Robert Lull Forward, 1932年8月15日 - 2002年9月21日）は、米国のSF作家、物理学者。重力工学を専攻。SF作家としては、航空宇宙工学に関する専門知識を駆使したアイデアを使った作品が特徴である。代表作は『竜の卵』、『ロシュワールド』。

## 来歴
1965年にメリーランド大学で博士号を取得。博士論文の題名は Detectors for Dynamic Gravitational Fields で、重力波検出用アンテナについての研究を行っていた。
その後ヒューズ航空研究所に勤務し、「フォワード質量探知機」と呼ばれる航空機搭載用異常重力探知機などを発明し、18件の特許を取得した。1987年には、創作活動と、NASAやアメリカ空軍といったクライアントへのコンサルタント業務に集中するために早期退職した。1994年に、ロバート・P・ホイトとTethers Unlimited Inc.を共同設立して主任科学者や会長を務めた。2001年に末期ガンの宣告を受け、2002年9月21日に亡くなった。

## 研究
彼の研究の大部分は理論物理学の最先端に集中しているが、その根底には常に人類が成し遂げられると彼が信じていることがある。彼はテザー推進、space fountain、太陽帆（Starwisp を含む）、反物質推進などの宇宙機の推進方法などのプロジェクトに従事し、さらに実現が難しいと見られるタイムトラベルやエキゾチック物質に関しても可能性を研究した。太陽帆で軌道修正し続ける人工衛星スタタイトについて特許を取得し、ヴァン・アレン帯から粒子を排出する方法 (HiVolt) の考案にも貢献した。

### フォワード質量探知機
フォワードは重力波検出について特に深く研究し、月面の重力異常を測定するために「フォワード質量探知機」という回転十字形グラジオメータを発明した。Misner、Wheeler、Thorne（Gravitation ISBN 0-7167-0344-0）によれば、この装置はこぶし大の時空間の歪みを検出できるという。その原理は非常に単純だが、実装には巧妙さを要する。基本構造は、2つの棒が直角に交わっていて、その交点で軸と繋がっている。2つの棒はバネで押さえられ、直角を維持するようになっている。それぞれの棒の先端には大きな質量があり、軸を中心に全体が高速に回転する。2つの棒の角度を継続的に測定し、それが回転周期の半分以上に渡って変化した場合、重力勾配を検出したことを意味する。

## SFとの関わり
アーサー・C・クラークの作品『地球帝国』のガジェットとして、ミニブラックホールや漸近駆動をアドバイスするなど、古くから多くのSF作家にアイデアを提供してきたことで知られるが、1980年代になってみずからもSFを書くようになった。専門知識を活かした極めて純度の高いハードSFを書いており、彼は自身の重力工学関係の専門論文に自作『竜の卵』を引用することまでしている。
科学者として200以上の論文などを書く傍ら、フォワードは11作の小説を出版した。批評家の評価はまちまちで、科学的側面や異星人の描写は賞賛が集まるが、一方でプロットや人間描写は散漫だという評価が多い。その最先端科学トピックの扱い方にはハル・クレメントの作品をしのばせるものがある。処女作『竜の卵』についてフォワードは「小説の形を借りて中性子星の物理学の教科書として書いた」と述べている。『ロシュワールド』では、大気圏と海洋を共有する二重惑星系とそこに行くためのレーザー推進星間船を描いている。フォワードは妻マーサや2番目の娘と共同で『ロシュワールド』の続編をそれぞれ2作ずつ書いている。ラリー・ニーヴンが『インテグラル・ツリー』を書くにあたっては、スモークリングと呼ばれる構造のパラメータ計算を助けた。
1983年、邦訳された『竜の卵』で、日本のSFファンが選ぶ星雲賞の海外長編部門を受賞。また1990年に、やはり邦訳された『SFはどこまで実現するか』で星雲賞のノンフィクション部門を受賞した。

## 家族
フォワードの息子ボブ・フォワードはテレビアニメの脚本家となった。代表作に『ビーストウォーズ 超生命体トランスフォーマー』がある。また、小説も2作書いている。
末娘のイヴ・フォワードも脚本家になり、小説を2作書いている。

## 著作
（括弧内は邦訳のあるもの）
小説作品
- Dragon's Egg (1980) （『竜の卵』日本語訳：山高昭・ハヤカワSF文庫） ISBN 4150104689
- The Flight of the Dragonfly (Rocheworld) (1984) （『ロシュワールド』・同） ISBN 4150106274
- Starquake (1985) （『スタークエイク』・同） ISBN 4150107130
- Martian Rainbow (1991) （『火星の虹』・同） ISBN 4150109869
- Timemaster (1992)
- Return to Rocheworld (1993)　ロシュワールドシリーズ
- Marooned on Eden (1993)　ロシュワールドシリーズ
- Camelot 30K (1993)
- Ocean Under The Ice (1994)　ロシュワールドシリーズ
- Rescued from Paradise (1995)　ロシュワールドシリーズ
- Saturn Rukh (1997)

ノンフィクション
- Future Magic (1988) （『SFはどこまで実現するか』日本語訳：久志本克己・講談社ブルーバックス）
- Mirror Matter: Pioneering Antimatter Physics (1988)
- Indistinguishable From Magic (1995) （『SFはどこまで実現するか』の改訂版）